# 大邱南部警察署
大邱南部警察署（テグナムブけいさつしょ）は、大邱地方警察庁所管の警察署である。

## 管轄区域
- 南区

## 沿革
- 1946年9月1日 - 開署に伴い一部地域を移管。
- 1949年2月23日 - 達城警察署に改称。
- 1949年9月3日 - 南大邱警察署に改称。
- 1956年7月26日 - 達城警察署開署に伴い7支署を移管
- 1958年1月1日 - 達城警察署嘉昌支署を戻す。
- 1959年12月18日 - 東大邱警察署（現：大邱北部警察署）開署に伴い嘉昌支署、寿城派出所を移管
- 1974年7月14日 - 大邱南部警察署に改称。
- 1981年7月1日 - 達城警察署から2支署を編入。
- 1990年10月5日 - 達西警察署（現：大邱達西警察署）開署に伴い3派出所移管。
- 1992年5月7日 - 現在の庁舎が完成。

## 組織
- 警務課
- 生活安全課
- 捜査課
- 情報保安課
- 警備交通課

## 管轄地区隊
- 鳳川地区隊
- 東大明地区隊

## 管轄派出所
- 西大明派出所
- 大明派出所
- 南大明派出所

## 管轄治安センター
- 梨川治安センター
- 徳川治安センター
- 明洞治安センター
- 大明5洞治安センター